# Ernest Fischer
Pour les articles homonymes, voir Fischer.
Ernest Fischer, né le 27 juillet 1882 à Yverdon et mort le 30 décembre 1963 à Lausanne, est une personnalité politique suisse, membre du Parti radical-démocratique,.

## Biographie
De confession protestante, originaire de Meisterschwanden (il obtient la bourgeoisie d'Yverdon en 1933), Ernest Fischer est le fils de Frédéric Fischer, camionneur, et de Jeanne Bugnon. Il épouse en 1909 Louise Decker. Il obtient en 1906 une licence en droit à l'Université de Lausanne, puis son brevet d'avocat en 1909. Il ouvre une étude à Yverdon, puis devient président des tribunaux de districts d'Yverdon et Grandson. Membre de la Société d'étudiants Helvétia, Ernest Fischer en préside le comité central lors de la fête de 1907 et collabore à une histoire de la société en 1908. Il siège au conseil de la Banque nationale suisse (BNS) entre 1937 et 1955,.

### Carrière politique
Conseiller communal (législatif) à Yverdon entre 1909 et 1932 et député au Grand Conseil vaudois entre 1914 et 1916, Ernest Fischer devient Conseiller d'État vaudois le 30 juillet 1932. Il y est responsable du département des finances jusqu'au 2 mars 1946,.